# 陶尤空
陶尤空（？-1435年），老撾蘭滄王國國王蘭琴登之子，1434年末成為蘭滄國王的國王。在位僅八個月。

## 生平
陶尤空是蘭滄國王蘭琴登之子，蘭琴登有兩位兒子，長子是博隆瑪塔，次子為陶尤空。據維拉旺編寫的《老撾史記》（History of Laos）記載，蘭琴登去世後，控制朝政的太后摩訶黛維（Moha Devi）擁立博隆瑪塔為國王，博隆瑪塔在位僅十個月，便被摩訶黛維殺害。隨後摩訶黛維擁立蘭琴登次子陶尤空為國王，尊號為：參烈丕雅昭育空達剌（Samdach Brhat-Anya Chao Yugandhara）。陶尤空在位八個月，摩訶黛維想將其殺死，陶尤空得知後出逃，但是被摩訶黛維的黨羽逮捕，在帕道（Pha-Dao）被處決。
一些蘭滄的編年史中，沒有提及陶尤空成為國王。博隆瑪塔去世之後，王位由凱逋班（Khai Bua Ban）繼承。凱逋班在位僅僅九個月，被摩訶黛維害死與帕道。關於凱逋班的身份，《老撾史記》認為他是桑森泰王的侄子，受封於芒凱（Muong Khai），因此也被稱為“披耶凱”（Phraya Khai），在位三年。一些蘭滄編年史中則宣稱凱逋班是桑森泰之孫披耶琴（Phraya Kham）之子。凱逋班的即位順序被排在了卡朋城主披耶悶之後，披耶康吉之前。
越南文獻《大越史記全書》中關於老撾的記載，佐證了陶尤空曾經被擁立為蘭滄國王：
|  | （紹平元年，1434年）十二月八日，哀牢人來降，進象三隻。車芇、何安掠等軍至時，哀牢杻柵、杻在等已弑其主昆孤，而更立昆孤族人諭群為盤茹使，使賫象隻金銀來降。安掠等遂與俱來，朝廷赦之。 |

諭群（Dụ Còn）即尤空，因此陶尤空成為老撾國王的時間大約在紹平元年冬，即1434年末。
1435年正月，諭群派遣大臣刪莫察母等人奉金銀酒噐及象二隻，跟隨越南使者郭偉前往後黎朝進貢。郭偉向後黎朝報告了老撾的混亂情況。
陶尤空在位僅八九個月，約於1435年秋季去世。陶尤空死後，王位由披耶清薩繼承。

## 拓展阅读
- 馬尼奇·瓊賽：《老撾史》，福建人民出版社，1974年。
- 吳仕連等：《大越史記全書》，重慶：西南師範大學出版社，2015年。